# Nybyn, Älvsbyns kommun
Nybyn är en tidigare småort i Älvsby socken i Älvsbyns kommun, Norrbottens län. Vid 2015 års småortsavgränsning visade sig att folkmängden i orten sjunkit till under 50 personer och småorten upplöstes.

## Befolkningsutveckling
| Befolkningsutvecklingen i Nybyn 1990–2010 | Befolkningsutvecklingen i Nybyn 1990–2010 | Befolkningsutvecklingen i Nybyn 1990–2010 | Befolkningsutvecklingen i Nybyn 1990–2010 | Befolkningsutvecklingen i Nybyn 1990–2010 |
| ----------------------------------------- | ----------------------------------------- | ----------------------------------------- | ----------------------------------------- | ----------------------------------------- |
|                                           |                                           |                                           |                                           |                                           |
| År                                        |                                           |                                           | Folkmängd                                 | Areal (ha)                                |
| 1990                                      | 1990                                      |                                           | 69                                        | 18#                                       |
| 1995                                      | 1995                                      |                                           | 68                                        | 21#                                       |
| 2000                                      | 2000                                      |                                           | 58                                        | 21#                                       |
| 2005                                      | 2005                                      |                                           | 61                                        | 21#                                       |
| 2010                                      | 2010                                      |                                           | 54                                        | 21#                                       |
| Anm.: Ej småort 2015 # Som småort.        |                                           |                                           |                                           |                                           |